# Obra d'una nit
 Obra d'una nit  (títol original en anglès: All in a Night's Work) és una pel·lícula estatunidenca dirigida per Joseph Anthony i estrenada el 1961. Ha estat doblada al català.

## Argument[2]
Katie Robbins, col·laboradora a la revista novaiorquesa editada per Edicions Ryder, ha estat víctima d'un encadenament d'empipadores circumstàncies: residint a l'hotel durant les seves vacances, ha estat assaltada per un borratxo mentre només anava amb una tovallola de bany. Buscant refugi en una cambra, hi va descobrir el cadàver del seu patró. Sortint de la cambra per recuperar la seva, ha estat perseguida pel detectiu de l'hotel que ha aconseguit despistar (perdent-hi, però, la seva tovallola). El nebot del difunt, Tony Ryder, hereta la societat. Sent la revista a la recerca de capitals, Tony i els administradors temen que la revelació de l'oncle mort en galant companyia representi un obstacle per anar als bancs. Tony demana al detectiu que trobi la noia desconeguda per tal d'impedir-li parlar...

## Repartiment
- Dean Martin: Tony Ryder
- Shirley MacLaine: Katie Robbins
- Cliff Robertson: Warren Kingsley Jr.
- Charles Ruggles: Dr. Warren Kingsley Sr.
- Norma Crane: Marge Coombs
- Reed Hadley (no surt als crèdits): General Pettiford
- Eugene Borden